# Port-Meniers flygplats
Port-Meniers flygplats är en flygplats i Kanada.   Den ligger i regionen Côte-Nord och provinsen Québec, i den östra delen av landet, 1 000 km nordost om huvudstaden Ottawa. Port-Meniers flygplats ligger 50 meter över havet.